# Phytoptipalpus rosae
Phytoptipalpus rosae är en spindeldjursart som först beskrevs av Mitrofanof och Strunkova 1978.  Phytoptipalpus rosae ingår i släktet Phytoptipalpus och familjen Tenuipalpidae. Inga underarter finns listade i Catalogue of Life.